# Hanna Mobach
Johanna Frederika (Hanna) Mobach (Utrecht, 29 januari 1934 – Tiel, 28 februari 2024) was een Nederlands beeldhouwer, keramist en tekenaar.

## Leven en werk
Hanna Mobach groeide op in een pottenbakkersfamilie, haar grootvader K.J. Mobach was eind 19e eeuw oprichter van Mobach Keramiek in Utrecht. Ook vader Klaas Mobach II (1893-1976) en broer Bouke Mobach (1924-2011) werkten als pottenbakker en keramist. Ze volgde de avondopleiding aan de Academie voor Beeldende Kunsten Utrecht (1952-1956), leerde modeltekenen aan Academie Minerva in de stad Groningen en studeerde kunstgeschiedenis aan de Universiteit Utrecht (1953-1958). Van 1965 tot 1968 was ze een leerling van Wessel Couzijn bij Ateliers '63, ook kreeg ze les van haar neef Klaas Mobach III. Ze was van 1969 tot 1989 verbonden aan de Utrechtse academie (later: Hogeschool voor de Kunsten Utrecht), aanvankelijk als docent tekenen, vanaf 1971 als docent keramische vormgeving.
Mobach werkte als zelfstandig kunstenaar en was van 1966 tot 1970 als ontwerper voor het familiebedrijf werkzaam, ze maakte onder meer aardewerk, porseleingoed, reliëfs en sculpturen. Mobach sloot zich aan bij de Nederlandse Kring van Beeldhouwers. Ze exposeerde in binnen- en buitenland en had in 2003 een solo-expositie in museum Waterland in Purmerend. Haar werk is opgenomen in de collecties van onder andere Keramiekmuseum Princessehof in Leeuwarden, het Centraal Museum en het Mobach Keramiek Museum in Utrecht.

## Enkele werken
- 1973: Cape, Krommerijnpark, Utrecht. Staat sinds 2015 op deze locatie, het beeld was eerder geplaatst in de tuin van het provinciehuis.
- 1975: Nieuwe Naatje, Marnixstraat / Bullebakssluis, Amsterdam.

## Afbeeldingen

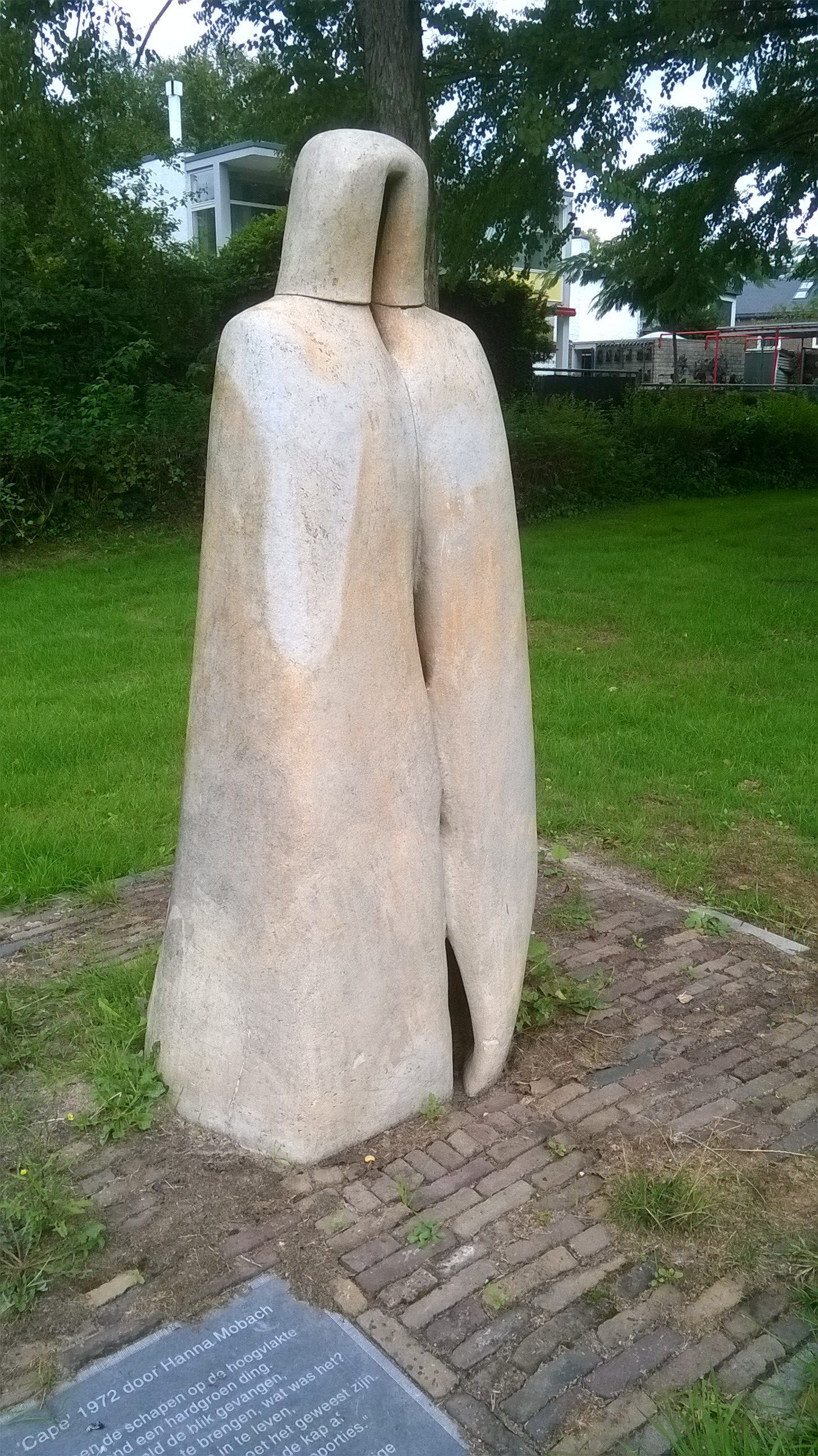
Cape (1973)
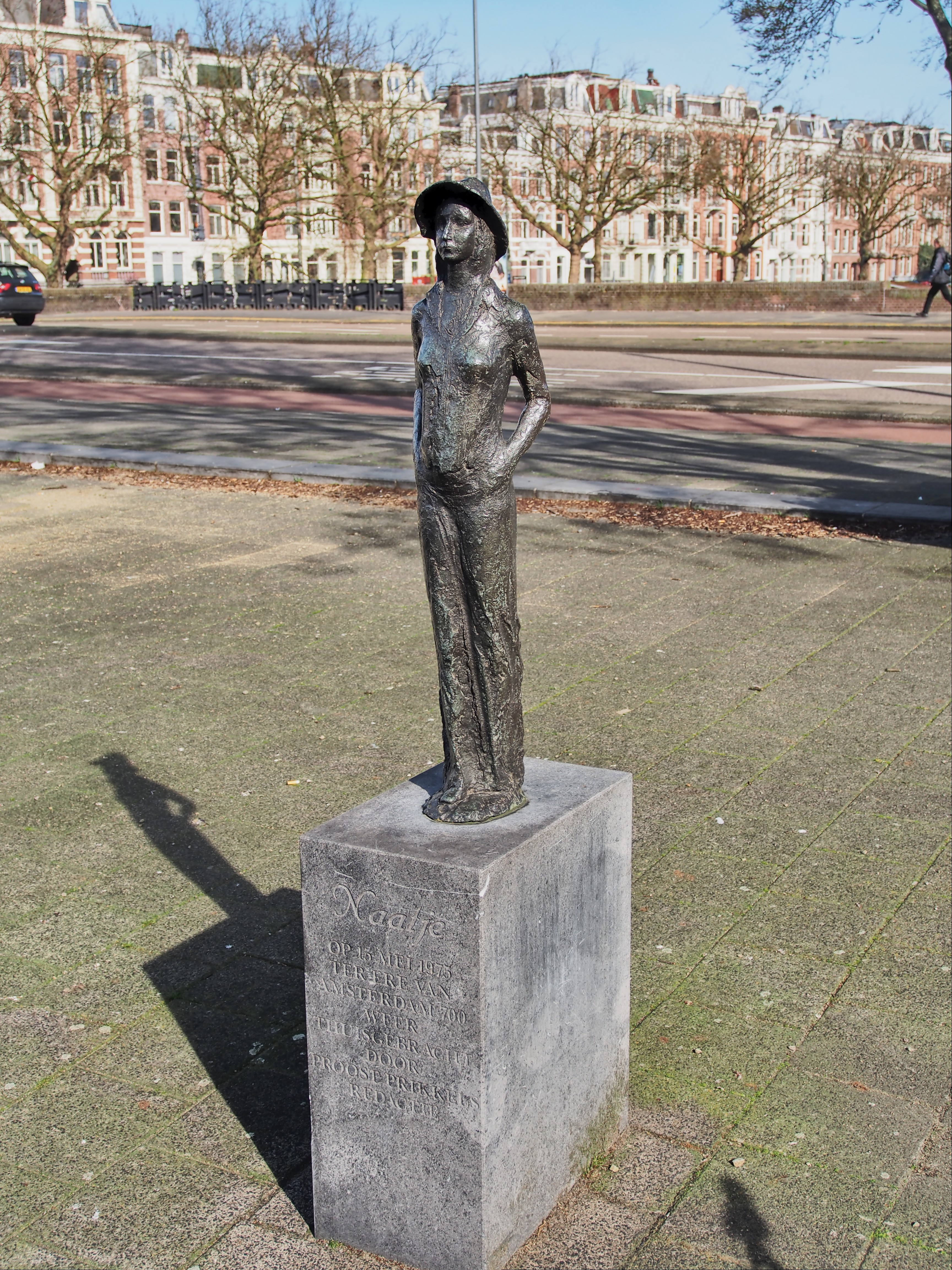
Nieuwe Naatje (1975)